# Gomphrena umbellata
Gomphrena umbellata är en amarantväxtart som beskrevs av Esprit Alexandre Remy. Gomphrena umbellata ingår i släktet klotamaranter, och familjen amarantväxter. Inga underarter finns listade i Catalogue of Life.